# Faculté des métiers
Une faculté des métiers est un centre de formation conjointement rattachée à la chambre de commerce et d'industrie et à la chambre de métiers et de l'artisanat.

## Formation

### Formation en alternance
La Faculté des Métiers dispense en formation par alternance les formations qualifiantes ouvrant droit aux diplômes du certificat d'aptitude professionnelle, du brevet professionnel, du brevet d'études professionnelles, du baccalauréat professionnel, du brevet de technicien supérieur et de la licence professionnelle. Elle forme aussi jusqu'au Bac+5.

### Formation continue
La Faculté des métiers intervient pour des formations intra-entreprise ou interentreprises et pour la mise en place de validation des acquis.

### Validation des acquis de l'expérience
La Faculté des métiers est un point information relais pour la validation des acquis de l'expérience (VAE). À ce titre, elle dispose d'un lieu d'accueil, d'information et d'orientation. L'objectif est de guider les personnes en fonction de la qualification qu'elles visent et de fournir une information et un conseil adapté au cas de chacun.

## Liste des facultés des métiers

### Bretagne

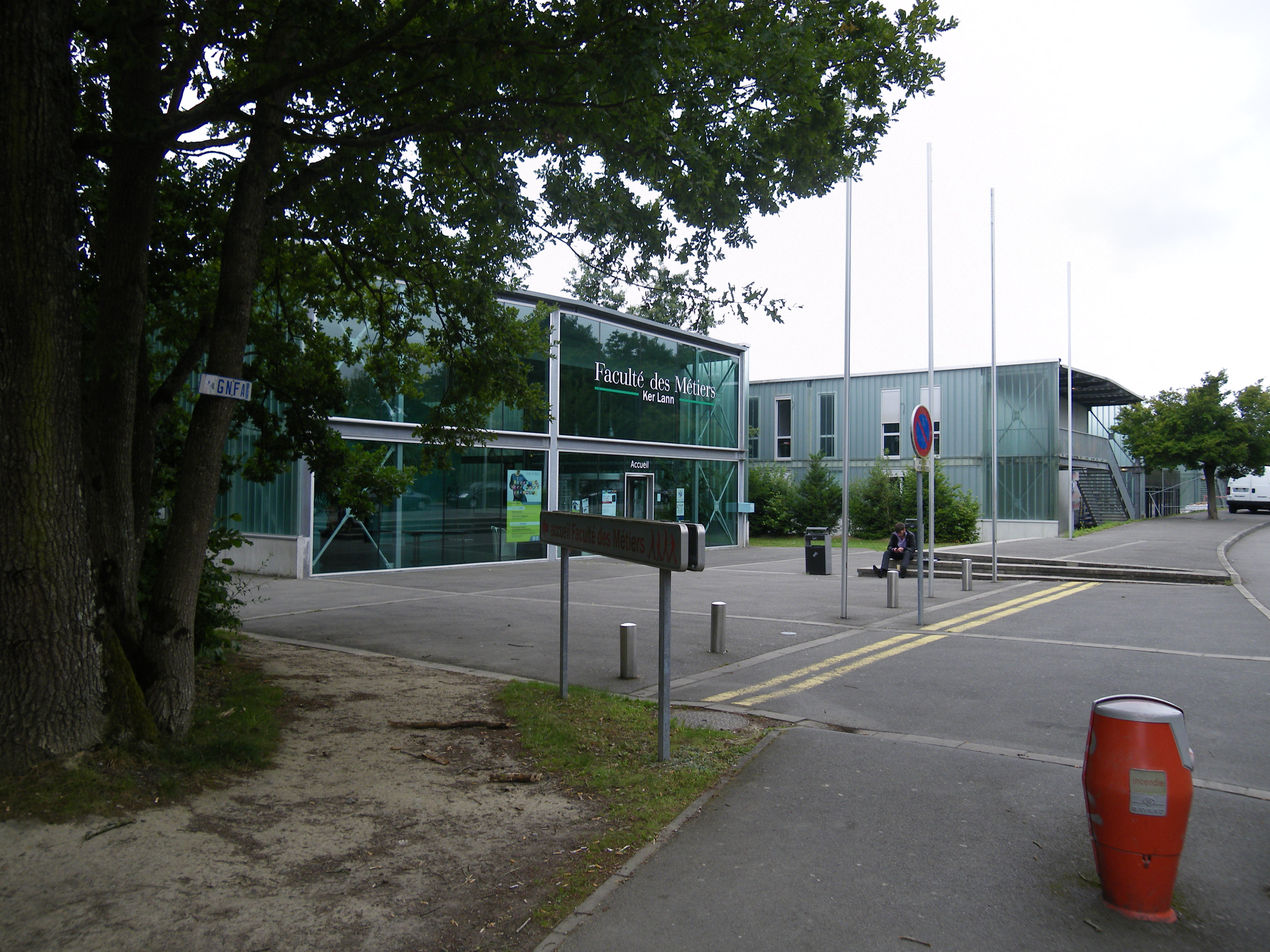
Entrée de la faculté (site de Rennes) en 2011.

Une faculté des Métiers est créée au Campus de Ker Lann, à Rennes-Bruz (35), en 1999, à l'initiative de la Chambre de métiers et de l'artisanat d'Ille-et-Vilaine et de la Chambre de Commerce et d'Industrie de Rennes-Bretagne, avec le soutien de l'État, du Conseil régional de Bretagne et du Conseil général d'Ille-et-Vilaine. Deux établissements de la Faculté des Métiers-Ifa sont implantés à Fougères et Saint-Malo. Chaque année, la Faculté des Métiers et ses 300 enseignants forment par alternance plus de 3600 jeunes dans 12 secteurs d'activité différents. Elle accueille également 5700 adultes en formation continue. Au total, la Faculté des Métiers propose une palette de 64 métiers à travers 108 diplômes et certifications professionnelles.
En 1995, les deux chambres consulaires (CCI et CMA) expriment le même besoin de rénovation et d'extension de leurs centres de formation, pour améliorer les conditions d'accueil des apprentis et stagiaires. Le Conseil régional de Bretagne et le Conseil général d'Ille-et-Vilaine décident d'accompagner ce projet fédérateur. En novembre 1999, le pôle CCI Territoriale Formation Rennes-Bretagne intègre les nouveaux locaux. En janvier 2000, l'Ifa de Rennes s'installe à Ker Lann, les Ifa de Saint-Malo et de Fougères intègrent également le concept "Faculté des Métiers". Le 11 septembre 2001, inauguration de la Faculté des Métiers par le président de la République Jacques Chirac. En 2008, signature du Livre blanc qui fixe de nouvelles ambitions pour le développement de la Faculté des Métiers

### île-de-France
Présentation générale
La Faculté des Métiers de l'Essonne (FDME) a été créée conjointement par la chambre de commerce et d'industrie de l'Essonne et la chambre de métiers et de l'artisanat de l'Essonne en 2005 qui ont fusionné leurs CFA pour créer une seule association dans le but de valoriser et de promouvoir les métiers ainsi que de contribuer au développement de l'emploi, de l'économie et de l'insertion professionnelle.
La FDME a également mis en place une collaboration étroite avec les entreprises afin de répondre à leurs besoins d’emploi.
Basée sur 3 sites, Bondoufle, Évry-Courcouronnes et Massy, la FDME est le plus grand centre de formation en alternance du sud-francilien alliant diversité et qualité de formation dans les secteurs de l’artisanat, de l’industrie et du tertiaire. Il s’agit d’orienter les apprentis et stagiaires de la formation continue vers de réelles opportunités d’emploi et une intégration professionnelle de qualité. 
- Site de Bondoufle : conception, fabrication et maintenance industrielles;
- Site d'Évry-Courcouronnes : assistanat, gestion, services de l'automobile, commerce, beauté et bien-être, énergies, hôtellerie-tourisme et métiers du goût;
- Site de Massy : commerce, comptabilité, gestion et informatique dans des formations majoritairement post-bac.
La Faculté des Métiers de l'Essonne est un centre de formation ayant le statut d'association. Son activité est enregistrée sous le code APE 8559A, elle est enregistrée au répertoire des entreprises sous le code SIREN 452 359 516 et SIRET 45235951600021. Elle est gérée par la chambre de commerce et d'industrie de l'Essonne et par la chambre de métiers et de l'artisanat de l'Essonne.